# 1995 en philosophie
Chronologie de la philosophie
- 1991
- 1992
- 1993
- 1994
- 1995
- 1996
- 1997
- 1998
- 1999

L’année 1995 a été marquée, en philosophie, par les événements suivants :

## Publications
- La Raison gourmande : philosophie du goût de Michel Onfray.
- Francis Bacon  :  La Nouvelle Atlantide, Paris, Flammarion,  (ISBN 2-08-070770-1).

### Traductions
- Jakob Böhme :  De la signature des choses, trad. par Pierre Deghaye, Grasset, Paris, 1995.